# Collse watermolen (Van Gogh)
Collse watermolen (Water Mill at Kollen Near Nuenen) is een schilderij van de Nederlandse kunstschilder Vincent van Gogh, in olieverf op doek, 60,5 bij 80 centimeter groot. Het werd geschilderd in mei 1884 te Nuenen en toont de Collse Watermolen. Het werk bevindt zich in het Noordbrabants Museum te 's-Hertogenbosch.
Van Gogh schreef over het werk in een brief aan Anton van Rappard gedateerd op 29 mei 1884: 

Sedert Uw vertrek heb ik gewerkt aan een Watermolen – die waar ik naar vroeg in dat herbergje aan ’t station waar we zaten te praten met dien man van wien ik U vertelde dat hij scheen te laboreeren aan een chronisch gebrek aan kleingeld in zijn zak.– ’t Is een dito geval als de twee andere watermolens die we zamen bezochten doch met twee roode daken en dat men vlak van voren ziet – met populieren er om heen.

In november 2017 werd het schilderij verkocht voor $ 3,1 miljoen tijdens een veilig van Sotheby's aan het Noordbrabants Museum.